# Lotus corniculatus
Lotus corniculatus is een plant uit de vlinderbloemenfamilie.

## Variëteiten
- Gewone rolklaver (Lotus corniculatus var. corniculatus)
- Rechte rolklaver (Lotus corniculatus var. sativus)